# Liste de films d'animation dans le domaine public aux États-Unis
 (juillet 2018).
Si vous disposez d'ouvrages ou d'articles de référence ou si vous connaissez des sites web de qualité traitant du thème abordé ici, merci de compléter l'article en donnant les références utiles à sa vérifiabilité et en les liant à la section « Notes et références ».
 (décembre 2021).
Cet article contient une liste de films d'animation tombés dans le domaine public aux États-unis', selon les termes de la loi sur le copyright.
Pour plus d'informations, voir la Liste des films dans le domaine public aux États-Unis. Tous les films publiés avant 1927 sont dans le domaine public et ne sont pas intégrés dans la liste. Certains éléments des œuvres peuvent toutefois rester sous droits d'auteurs même si le film en lui-même est dans le domaine public.
Certaines œuvres ont été produites pour le gouvernement des États-Unis, telles que Private Snafu. Ces œuvres sont automatiquement tombées dans le domaine public.

## Warner Bros

### Looney Tunes
1. Sinkin' in the Bathtub (1930)
2. Congo Jazz
3. Hold Anything
4. Booze Hangs High, The (1930)
5. Box Car Blues
6. Big Man from the North
7. Ain't Nature Grand! (1931)
8. Ups 'N Downs
9. Dumb Patrol (1931)
10. Yodeling Yokels (1931)
11. Bosko's Holiday (1931)
12. The Tree's Knees
13. Bosko Shipwrecked! (1931)
14. Bosko the Doughboy (1931)
15. Bosko's Soda Fountain (1931)
16. Bosko's Fox Hunt (1931)
17. Bosko at the Zoo (1932)
18. Battling Bosko (1932)
19. Big-Hearted Bosko (1932)
20. Bosko's Party (1932)
21. Bosko and Bruno (1932)
22. Bosko's Dog Race (1932)
23. Bosko at the Beach
24. Bosko's Dizzy Date / Bosko and Honey (1932)
25. Bosko's Store (1932)
26. Bosko the Lumberjack (1932)
27. Le Gaffeur d'Hollywood (1935)
28. Boom Boom (1936)
29. Westward Whoa (1936)
30. Porky cheminot (1937)
31. Get Rich Quick Porky (1937)
32. Le Jardin de Porky (1937)
33. Ali-Baba Bound (1940)
34. Le Torréador timide (1940)
35. The Haunted Mouse (1941)
36. Joe Glow the Firefly (1941)
37. Porky's Bear Facts (1941)
38. Porky en avant-première (1941)
39. Porky's Ant (1941)
40. A Coy Decoy (1941)
41. Porky's Prize Pony (1941)
42. Meet John Doughboy (1941)
43. We, the Animals, Squeak! (1941)
44. Le Divorce de Daffy (1941)
45. La Sérénade de Porky (1941)
46. Robinson Crusoe Jr. (1941)
47. Porky's Midnight Matinee (1941)
48. Porky's Pooch (1941)
49. Porky's Pastry Pirates (1942)
50. Who's Who in the Zoo (1942)
51. Porky's Cafe (1942)
52. Saps in Chaps (1942)
53. Un dur hiver pour Daffy (1942)
54. Nutty News (1942)
55. Hobby Horse-Laffs (1942)
56. Gopher Goofy
57. Wacky Blackout (1942)
58. The Ducktators (1942)
59. Eatin' On The Cuff (or The Moth Who Came to Dinner) (1942)
60. The Impatient Patient (1942)
61. Daffy chez les Indiens (1942)
62. Confusions of a Nutzy Spy (1943)
63. Hop and Go (1943)
64. Tokio Jokio (1943)
65. Porky à l'hôtel (1943)
66. Scrap Happy Daffy (1943)
67. Le Chat châtié (1943)

### Merrie Melodies
1. Lady, Play Your Mandolin!

## United Artists

### Merrie Melodies
1. Smile, Darn Ya, Smile!
2. One More Time
3. You Don't Know What You're Doin'!

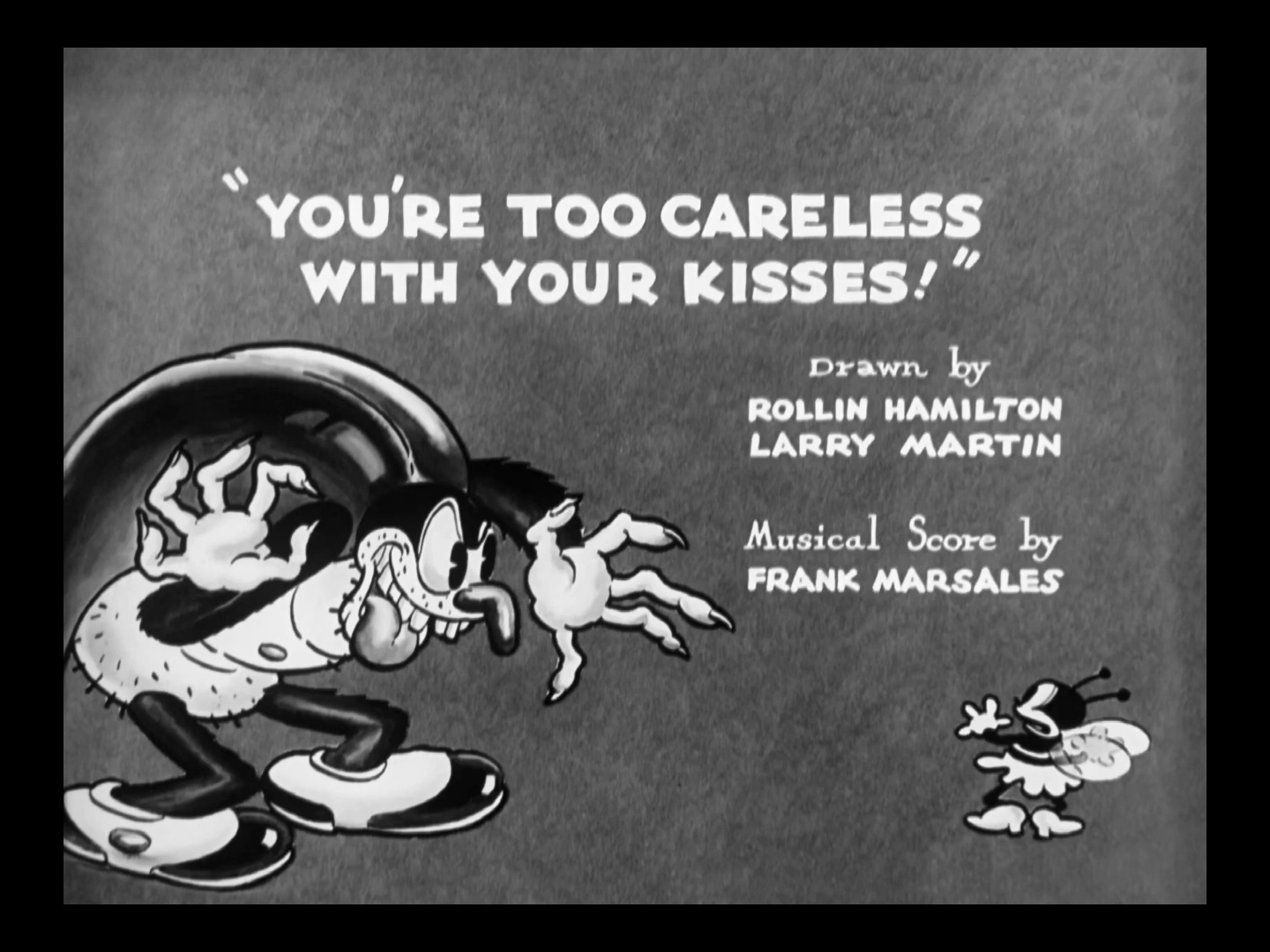
You're Too Careless With Your Kisses.

4. Hittin' the Trail for Hallelujah Land
5. Red-Headed Baby
6. Pagan Moon
7. Freddy the Freshman
8. Crosby, Columbo, and Vallee
9. Goopy Geer
10. Moonlight for Two (1932)
11. The Queen Was in the Parlor
12. I Love a Parade
13. You're Too Careless With Your Kisses
14. I Wish I Had Wings
15. Great Big Bunch of You
16. Three's a Crowd
17. The Shanty Where Santy Claus Lives
18. Un marin d'eau douce (1937)
19. Un régal de cannibales (1938)
20. Les Rois du swing (1938)
21. Hamateur Night (1939)
22. Robin Hood Makes Good (1939)
23. La Folie de l'or (1939)
24. Une journée au zoo (1939)
25. Mystère et Boules de poils (1939)
26. Bars and Stripes Forever (1939)*
27. Daffy Duck and the Dinosaur (1939)
28. Premier au moulin, premier au grain
29. Les Charmes de la ferme (1941)
30. Sport Chumpions (1941)
31. All This and Rabbit Stew (1941)
32. Rookie Revue (1941)
33. Un lapin pour le dîner (1942)
34. Bugs Bunny et le Chasseur d'or (1942)
35. Foney Fables (1942)
36. Un lapin givré (1942)
37. Fox Pop (1942)
38. Les Tartempions de l'université (1942)
39. The Sheepish Wolf
40. Histoire de chatons (1942)
41. Ding Dog Daddy (1942)
42. Bugs Bunny et le Magicien (1942)*
43. La Polka des pourceaux (1943)
44. The Fifth Column Mouse (1943)
45. Wackiki Wabbit (1943)
46. Le Rendez-vous des mélomanes (1943)
47. Lapin et Lutin (1943)
48. Inki and the Minah Bird (1943)

### Popeye
1. I'm in the Army Now (1936)
2. Little Swee'Pea (1936)
3. Popeye the Sailor Meets Sindbad the Sailor[1] (1936)
4. Paneless Window Washer, The (1937)
5. Popeye the Sailor Meets Ali Baba's Forty Thieves (1937)
6. I Never Changes My Altitude (1937)
7. A Date to Skate (1938)
8. Aladdin and His Wonderful Lamp (1939)
9. Customers Wanted (1939)
10. Me Musical Nephews (1942)
11. Ancient Fistory (1954)
12. Floor Flusher (1954)
13. Popeye's 20th Anniversary
14. Taxi-Turvy (1954)
15. Bride and Gloom (1954)
16. Greek Mirthology (1954)
17. Fright to the Finish
18. Private Eye Popeye
19. Gopher Spinach (1954)
20. Cookin' with Gags (1955)
21. Popeye for President (1956)
22. Out to Punch (1956)
23. Assault and Flattery (1956)
24. Insect to Injury (1956)
25. Parlez Vous Woo (1956)
26. I Don't Scare (1956)
27. A Haul in One (1956)
28. Nearlyweds (1957)
29. The Crystal Brawl (1957)
30. Patriotic Popeye (1957)
31. Spree Lunch (1957)
32. Spooky Swabs (1957)

### Looney Tunes
1. Être ou ne pas être canardé (1943)
2. Daffy impresario (1943)
3. Daffy le héros (1943)

## Universal/Walter Lantz
- Tous les courts-métrages avec Oswald de 1931-32 Disney réalisés par Lantz, à l'exception de All Wet
- Toutes les annonces de Coca-Cola datant de 1948-49 et 1953
- Toutes les annonces pour Albers, Auto-Lite, Carnation, Interstate Bakeries Société, et Kellogg's
- The Amazing Recovery of Inbad the Ailer, [film industriel pour Saraka]
- The Bandmaster [1931]
- Beach Combers
- Blood Is Needed [produits pour la Croix-Rouge américaine]
- Boy Meets Dog
- The Enemy Bacteria
- Gremlin M. N'Tane [film instructif pour les Forces armées américaines]
- House of Magic
- Making Good
- Mechanical Man
- Pantry Panic (1941)
- The Plumber (en)
- The Quail Hunt
- Scrub Me Mama with a Boogie Beat
- Silly Superstition
- The Story of Human Energy

## Paramount

### Superman
- Superman (1941)
- Mechanical Monsters, The (1941)
- Arctic Giant, The[2] (1942)
- Billion Dollar Limited (1942)
- Bulleteers, The (1942)
- Destruction Inc. (1942)

- Electric Earthquake (1942)
- La Onzième Heure (1942)
- Japoteurs (1942)
- Magnetic Telescope, The (1942)
- Showdown (1942)
- Terror on the Midway (1942)
- Volcano (1942)
- Les Tambours de la jungle (1943)
- Mummy Strikes, The (1943)
- L'Agent Secret (1943)
- Underground World, The (1943)

Autres
- Les Voyages de Gulliver (film)[3],[4]

## Metro-Goldwyn-Mayer
- The Discontented Canary (1934)
- Le Coup du lapin (1949)
- Jerky Turkey (1945)
- To Spring (1936)

## Films du gouvernement des États-Unis

### Private Snafu (Warner Brothers)
1. Booby Traps
2. Censored
3. Chow Hound, The
4. Coming! Snafu!
5. Fighting Tools
6. Gas
7. Going Home
8. Gripes
9. The Home Front
10. Hot Spot
11. In the Aleutians
12. The Infantry Blues
13. The Goldbrick
14. It's Murder She Says
15. Lecture On Camouflage
16. Private Snafu Vs. Malaria Mike
17. Rumors
18. No Buddy Atoll
19. Operation: Snafu
20. Outpost
21. Snafuperman
22. Spies
23. Target: Snafu
24. The Three Brothers
25. Pay Day
26. Secrets of the Caribbean

### Mr. Hook (Warner Brothers)
1. The Good Egg
2. The Return of Mr. Hook
3. Tokyo Woes

### Autres

#### Warner Bros.
1. 90 Day Wondering
2. Any Bonds Today?
3. Drafty, Isn't It?
4. An Itch in Time (1943)
5. Point Rationing of Foods
6. So Much for So Little

#### Walter Lantz Productions
- Tous les films de stop-motion d'enseignement pour l'US Navy de 1943-44
- Take Heed Mr. Tojo

#### Walt Disney Productions
- The Spirit of '43 (1943)

UPA
- Hell-Bent for Election (1944)

## Autres
- Toutes les productions américaines datant d'avant 1927, incluant la plupart des catalogues issus de Laugh-O-Gram Studio, Colonel Heeza Liar, Felix le Chat, Mutt and Jeff, Krazy Kat et Winsor McCay
- Bosko the Talk-Ink Kid
- Moonbird (1959)[5]
- Rudolph, le petit Renne au Nez Rouge (1964)[6]
- Fraidy Cat
- Calvin and the Colonel
- Steamboat Willie (1928)